# 矢部長克
矢部長克（日语：矢部 長克，1878年12月3日—1969年6月23日）是日本的地球科學家，生於東京，1901年毕业於東京大学地质学科，为東北大学名誉教授。

## 生平
他日本地質学和古生物学的創始者，以日本和大陸構造学的研究以及北海道菊石目化石的研究而闻名。他曾留学德国、奥地利和美国，1908年回国後在东北大学理学部创办了地理学科。1918年提出糸魚川静岡構造線。他认为日本列島早在100万年以前的冰河期就与大陆分离，激起了反响。1925年，他将日本新生代划分为秋津系、高千穗系、瑞穗系、敷岛系4系。1953年获得文化勋章。1969年被授予勋一等瑞宝章。
其父矢部長禎是家庭医生，其兄是植物学家矢部吉禎，其子矢部一郎是東北大学圖書館員。